# Marie Paléologue Cantacuzène
Marie Paléologue Cantacuzène (bulgare Мария Палеологина Кантакузина, grec Μαρία Παλαιολογίνα Καντακουζηνή) était une princesse byzantine, nièce de l’empereur Michel VIII Paléologue, et impératrice consort de Konstantin Tikh de Bulgarie et d’Ivaïlo de Bulgarie.

## Famille
Marie était la deuxième fille de Jean Cantacuzène et d’Irène Paléologue, sœur de Michel VIII Paléologue. Selon Georges Pachymère, elle était d’une perfidité et d’une dissimulation inhabituelles, et avait une forte influence sur le peuple et le clergé. Il prétendait que Marie avait soutenu le coup d'état militaire de son oncle et qu’elle le poussa à aveugler l’empereur légitime, Jean IV Lascaris, qui était le frère de la tsarine bulgare Irène, deuxième épouse du tsar Konstantin Tikh de Bulgarie.

## Impératrice consort de Bulgarie

### Epouse de Konstantin Tikh
La déposition et l’aveuglement de l’empereur mineur de Nicée, Jean IV Lascaris, par Michel VIII Paléologue en 1261, opposa Konstantin Tikh, beau-frère de l’empereur déposé, à Michel VIII.
Après la mort de la tsarina Irène Lascarina en 1268, Konstantin Tikh chercha à se réconcilier avec Michel VIII en proposant d’épouser une princesse byzantine apparentée à Paléologue, et Michel VIII offrit sa nièce Marie. Marie s’était déjà mariée une fois, avec Alexis Philès, et Konstantin Tikh deux fois. Comme condition de l’alliance matrimoniale, les ports de Mesembria et de Anchialos, sur la Mer Noire, devaient être donnés en dot à Marie.
Le mariage de Marie et Konstantin Tikh eut lieu en 1269. Toutefois, des querelles liées à la dot promise à Marie détériorèrent les relations entre Bulgares et Byzantins. Marie réalisa que l’attitude de son oncle allait miner sa position à la cour bulgare, aussi elle poussa ouvertement son mari à attaquer Michel VIII. Le gouvernement bulgare fit alliance avec le roi Charles Ier de Sicile, qui préparait une campagne contre Michel VIII dans le but de restaurer l’Empire latin. Michel VIII répondit en mariant sa fille illégitime Euphrosyne Paléologue à Nogaï Khan de la Horde d'or, qui, en tant qu’allié des Byzantins, pilla la Bulgarie en 1274.
Pendant les dernières années de son règne, Konstantin Tikh fut partiellement paralysé à la suite d'une chute de cheval, et souffrit de maux non précisés. Le gouvernement était entre les mains de Marie Cantacuzène, qui couronna leur fils Michel Asen II co-empereur peu après sa naissance, vers 1272. Marie présida aux relations avec l’Empire byzantin dans les années 1270, et fut à l’origine de la soumission puis de l’empoisonnement du despotēs Yakov Svetoslav de Vidin, un prétendant important à la couronne bulgare, en 1275. La tsarina invita Yakov Svetoslav à Tarnovo en lui promettant de l’adopter et de lui permettre de participer au gouvernement du pays. En 1275, Yakov Svetoslav arriva à Tarnovo et fut en effet proclamé « deuxième fils » de Marie lors d’une cérémonie officielle, présidée par le patriarche Ignatiy de Bulgarie. Yakov mourut peu après son retour à Vidin. Georges Pachymère accusa Marie d’être responsable de sa mort.

### Epouse d’Ivaïlo
À cause des guerres coûteuses et infructueuses, des raids mongols répétés, et de l’instabilité économique, le gouvernement de Marie dut faire face à une révolte en 1277. Un porcher nommé Ivaïlo prit la tête des mécontents et s’attira de nombreux partisans (probablement issus des classes pauvres pour la plupart), prenant le contrôle d’une partie importante du pays. Le Tsar Konstantin partit combattre Ivaïlo avec sa garde, mais il fut défait à l’issue d’un combat décisif et tué dans son char. Ivaïlo l’aurait tué lui-même. Bien qu’il ait pu étendre son autorité sur la plus grande partie du pays, il rencontra tout de même une résistance, et la capitale Tarnovo resta sous le contrôle de l’empereur légitime Michel Asen II et de sa mère Marie Cantacuzène.
Les succès d’Ivaïlo inquiétèrent l’Empereur byzantin Michel VIII Paléologue, qui maria sa fille aînée Irène à Ivan Asen III, un descendant de la dynastie régnante de Bulgarie qui vivait à la cour byzantine, et envoya des troupes pour le mettre sur le trône. Ceci fut à l’origine d’une alliance entre Ivaïlo et Marie Cantacuzène, et l’impératrice veuve épousa Ivaïlo, qui fut reconnu empereur bulgare en 1278, sans déposer ou déshériter l’empereur mineur Michel Asen II. La décision de Marie fut jugée « indécente » et « impure » par les Byzantins, car elle, une descendante des familles nobles Paléologue et Cantacuzène, avait épousé un porcher, qui de plus avait tué son mari. C’est pourquoi Michel VIII déclara ouvertement que Marie « avait amené la disgrâce sur sa famille » et qu’elle « avait détruit son royaume ».
Le mariage d’Ivaïlo et de Marie fut malheureux. Pachymère dit qu’Ivaïlo détestait ses mots tendres et qu’il avait même battu Marie. Bien qu’Ivaïlo ait été un mari violent, sa défense des passes des Balkans contre les campagnes byzantines destinées à établir Ivan Asen III sur le trône bulgare furent couronnées de succès. Ivaïlo remporta aussi des victoires contre des raids mongols occasionnels, mais en 1279 une importante armée mongole le bloqua dans la forteresse de Dorostolon (Silistra) sur le Danube pendant trois mois. Une rumeur prétendant qu’Ivaïlo était mort sema la panique à Tarnovo, où la noblesse se rendit à une nouvelle armée byzantine et accepta Ivan Asen III pour empereur. Ivan Asen III monta sur le trône, tandis que Michel Asen II et Marie Cantacuzène, enceinte d’Ivaïlo, furent envoyés en exil à Constantinople.
Marie Cantacuzène et Ivaïlo eurent une fille dont on ignore le nom.

## Ancêtres
|  |  |  |                   |                               |                                    |                                    |                            |                          |   |   |   |  |  |
|  |  |  |                   |                               | Andronic Doukas Comnène Paléologue | Andronic Doukas Comnène Paléologue | Théodora Ange Paléologue   | Théodora Ange Paléologue |   |   |   |  |  |
|  |  |  |                   |                               |                                    |                                    |                            |                          |   |   |   |  |  |
|  |  |  |                   |                               |                                    |                                    |                            |                          |   |   |   |  |  |
|  |  |  |                   | Jean Comnène Ange Cantacuzène | Jean Comnène Ange Cantacuzène      | Eulogie (Irène) Paléologue         | Eulogie (Irène) Paléologue |                          |   |   |   |  |  |
|  |  |  |                   |                               |                                    |                                    |                            |                          |   |   |   |  |  |
|  |  |  |                   |                               |                                    |                                    |                            |                          |   |   |   |  |  |
|  |  |  | 1 Konstantin Tikh | 1 Konstantin Tikh             | Marie Paléologue Cantacuzène       | Marie Paléologue Cantacuzène       | 2 Ivaïlo                   | 2 Ivaïlo                 |   |   |   |  |  |
|  |  |  |                   |                               |                                    |                                    |                            |                          |   |   |   |  |  |
|  |  |  |                   |                               |                                    |                                    |                            |                          |   |   |   |  |  |
|  |  |  |                   |                               | 1                                  | 1                                  | 2                          | 2                        | 2 | 2 | 2 |  |  |
|  |  |  |                   | Michel Asen II                | Michel Asen II                     | Une fille                          | Une fille                  |                          |   |   |   |  |  |

## Dans la culture populaire
- Marie Paléologue est la narratrice de la campagne d'Ivaïlo dans le jeu Age of Empire II: DE.

## Sources
- Vasil Zlatarski, "История на българската държава през средните векове. Том III. Второ българско царство. България при Асеневци (1187—1280)" издателство "Наука и изкуство", София 1972 г.
- Yordan Andreev, Ivan Lazarov, Plamen Pavlov, "Кой кой е в средновековна България", издателство "Петър Берон", 1999 г.